# Quảng Điền (xã)
Quảng Điền là một xã thuộc huyện Krông Ana, tỉnh Đắk Lắk, Việt Nam.
Xã Quảng Điền có diện tích 22.83 km², dân số năm 1999 là 6816 người, mật độ dân số đạt 299 người/km².
Phía Tây Bắc giáp xã Bình Hòa, phía Bắc giáp thị trấn Buôn Trấp, phía Nam giáp huyện Lắk, Phía Đông Bắc giáp xã Dur Kmăl.

## Lịch sử và văn hóa
Thành lập từ địa phận thị xã Buôn Ma Thuột tỉnh Đắk Lắk, theo quyết định số 14/TC ngày 05 tháng 03 năm 1977 của Ủy ban nhân dân cách mạng lâm thời tỉnh Đắk Lắk về điều chỉnh địa giới và thành lập 3 xã mới của thị xã Buôn Ma Thuột, ngoài xã Quảng Điền còn có các xã Ea Bông, xã Ea Na.
Vùng này trước dây là núi rừng, trước khi người Kinh xuất hiện thì người đồng bào Êđê số du canh du cư, sau năm 1975 theo chính sách đưa dân vào Tây Nguyên đi vùng vùng kinh tế mới.
Trước đó vào năm 1976 dân huyện Điện Bàn, Thăng Bình tỉnh Quảng Nam theo sự vận động của nhà nước đã vào vùng đất này để làm kinh tế mới.
Chính vì gốc gác này mà vùng đất mới này được người dân đặt tên là Quảng Điền với ý nghĩa là đất đai của người Quảng Nam. Quảng tức người Quảng Nam, Điền là đất đai.
Họ vào vùng này còn rừng già cạnh đó có dòng sông, bãi sậy và sình lầy, các hộ xuống xe trước tiên cắm lều ở. Chính quyền bắt đầu tổ chức khai hoang san ủ, phân chia các lô và tạo thành các con đường cho dân vào ở. Người dân được hổ trợ 6 tháng lương thực.
Những ngày tháng ban đầu thực sự rất khó khăn bởi đất thổ cư vẫn còn rất nhiều gốc cây to cần đào gốc xử lý chưa thể ở và làm nhà được, không hề có điện, thiếu thốn nước sinh hoạt và nhu yếu phẩm, thiếu thốn cơ giới sản xuất,.. Ngoài cánh đồng thì toàn sình lầy và gốc cây thủy sinh chưa thể trồng lúa và hoa màu được. Đất đai thì nhiều mà nhân lực thì lại hạn chế.
Bằng tinh thần chịu thương chịu khó của những thế hệ đầu tiên khai hoang khai khẩn đất đai những cánh rừng già và sinh lầy ấy đã biến những cánh đồng lúa xanh tốt, những khu vườn trồng cà phê, hồ tiêu bát ngát xanh tạo tiền đề cho những thế hệ sau tiếp tục khai phá vùng đất này.
Hiện nay dân chủ yếu làm nông nghiệp thành lập tập đoàn sản xuất, sau đó chuyển sang mô hình hợp tác xã. Hợp tác xã Điện Bàn được ra đời từ đó, hướng dẫn quản lý cho bà con nông dân làm nông nghiệp.
Năm 1981 xã trực thuộc huyện Krông Ana khi có Quyết định số 75/HĐBT ngày 19 tháng 09 năm 1981 của Hội đồng Bộ trưởng (nay là Chính phủ Việt Nam) ban hành về việc phân vạch địa giới của huyện và thị xã Buôn Ma Thuột.
Ngày 06 tháng 03 năm 1984 theo Quyết định số 35-QĐ/HĐBT của Hội đồng bộ trưởng về việc phân vạch địa giới một số xã thuộc huyện Krông Ana, chia xã Quảng Điền thành 2 xã lấy tên là xã Quảng Điền và xã Bình Hòa. Xã Bình Hoà đa phần là những di dân có nguồn gốc từ huyện Thăng Bình, Quảng Nam còn xã Quảng Điền là những di dân từ huyện Điện Bàn, Quảng Nam.
Đời sống của người dân thực sự trở nên đổi thay từ đổi mới kinh tế với việc tư hữu sản xuất và nhà nước đầu tư cho xã hệ thống đê bao để khắc chế chế độ nước hai mùa nước của con sông mẹ Krông Ana để bảo vệ hoa màu và lúa nước của người dân. Công trình đê bao Quảng Điền, sông Krông Ana được phê duyệt vào năm 2009 có vốn đầu tư hơn 238 tỷ đồng.
Giao thông tại xã được kết nối với huyện Lăk, thị trấn Buôn Trấp và xã Bình Hoà qua tỉnh lộ 2. Ngoài ra còn có đường liên thôn nối xã với thị trấn qua đường đèo Chư Bao và với xã Durkman. Đường nhựa và đường bê tông liên đội liên thôn đến tận từng gia đình. Đường bê tông trên đê nối khu dân cư với cánh đồng để vận chuyển lương thực, hoa màu. Đường thủy có 1 dòng suối và con sông mẹ Krông Ana.
Về địa hình thì xã bao gồm 3 tầng cao. Rạng núi cao feralit chạy phía bắc làm ranh giới tự nhiên giữa xã và thị trấn Trấp, xã Dur nóKrman. Tiếp đến là vùng đất đỏ bazan màu mỡ chủ yếu được sử dụng làm đất thổ cư không bị lụt lội. Cuối cùng là đất phù sa ven sông Krông Ana màu mỡ, được sử dụng làm đất hoa màu và trồng lúa nước thường bị lụt lội vào mùa mưa.
Ngày ngày 9 tháng 12 năm 2010 đã nhận danh hiệu Xã đạt chuẩn văn hóa giai đoạn 2006-2010 do huyện công nhận. Giáo dục 3 trường học, trên 98% học sinh trong độ tuổi được đến trường. Trạm y tế xã đạt chuẩn quốc gia từ năm 2007 hiện nay vẫn duy trì.Đến năm 2015 xã đạt chuẩn nông thôn mới đầu tiên của huyện, hiểm này đang xây dưng xã nông thôn mới nâng cao

## Hành chính và kinh tế
Đơn vị hành chính có 5 thôn: thôn 1, thôn 2, thôn 3, thôn 4, thôn 5.
Tổng diện tích tự nhiên 2.352 ha. Kinh tế chủ lực nông nghiệp là cây lúa nước, người dân còn nghèo. Đất đai trong đó: đất nông nghiệp 1.386 ha, đất phi nông nghiệp trên 358 ha, đất chưa sử dụng trên 600 ha. Toàn xã có 1.558 hộ với trên 7.000 người. Nhân dân địa phương chủ yếu sản xuất nông nghiệp với trên 86% số hộ, tổng sản lượng lương thực đạt trên 13 ngàn tấn..